# Peter Georg Bang
Peter Georg Bang, född 7 oktober 1797 i Köpenhamn, död där 2 april 1861, var en dansk jurist och politiker, statsminister 1854-1856. Som statsminister försökte han medla mellan tidens liberala och konservativa krafter och i frågan om förhållandet mellan Danmark och hertigdömena (Slesvig, Holstein och Sachsen-Lauenburg).
Han tog kandidatexamen i juridik 1816, licentiatexamen 1819 och doktorsexamen 1820; mellan 1830 och 1836 var han professor i romersk rätt vid Köpenhamns universitet. Från 1836 och fram till 1845 tillhörde han direktionen för Danmarks Nationalbank (den danska centralbanken).
Mellan 1834 och 1848 satt han i Roskildes ständerförsamling och mellan 1845 och 1848 var han Kristian VIIIs rådgivare. Tillsammans med Anders Sandøe Ørsted och Carl Moltke fick han i januari 1848 i uppdrag att utarbeta en ny grundlag.
Bang blev inrikesminister i november 1848 och kom under sin tid på den posten att vara med och införa den nya grundlag (Danmarks rikes grundlag) som utarbetats av Ditlev Gothard Monrad efter marsoroligheterna och som med ändringar fortfarande (2006) gäller.
I september 1849 utgick han ur regeringen och blev domändirektör. Han återkom i regeringen i december 1851 men avgick i april 1853 då regeringen och liberalerna inte kunde komma överens. Han återkom som statsminister 12 december 1854 och behöll posten fram till oktober då han istället blev justitiarius i Højesteret (högsta domstolen i Danmark).